# Куляб (аэропорт)
Международный аэропорт «Куля́б» (тадж. Фурудгоҳи байналмилалии «Кӯлоб») — международный аэропорт в шести километрах к северу от города Куляба. Один из четырёх международных аэропортов Таджикистана, третий по загруженности аэропорт страны, после международного аэропорта «Душанбе» и международного аэропорта «Худжанд».

## Общая информация
В основном используется гражданской авиацией (пассажирское и грузовое авиасообщение), также временами используется в качестве военного аэродрома вооруженными силами Республики Таджикистан. Являлся дополнительным хабом для авиакомпаний Somon Air и Tajik Air, а также одним из хабов для остальных авиакомпаний страны (East Air, Asia Airways, Asian Express Airline, Samar Air).
Находится на высоте 675 метров над уровнем моря. Имеет одну взлетно-посадочную полосу длиной 3,000 метров. Построен и открыт в советские годы, статус международного аэропорта получил после завершения гражданской войны в Таджикистане. Способен принимать самолёты всех типов, а также вертолёты.
Имеет регулярное авиасообщение с рядом российских городов.

## Авиакомпании и направления на 2023 год
| Авиакомпания  | Направление                                                        |
| ------------- | ------------------------------------------------------------------ |
| Ural Airlines | Санкт-Петербург (Пулково), Москва (Домодедово), Москва (Жуковский) |